# 斯特凡·乌尔姆
斯特凡·乌尔姆（德語：Stefan Ulm，1975年12月21日—），德国男子皮划艇运动员。他曾代表德国参加2000年和2004年夏季奥林匹克运动会皮划艇比赛，获得二枚银牌，均来自男子四人皮艇1000米项目。